# Reactor CANDU
El reactor CANDU es un reactor de agua pesada presurizada (PHWR sus siglas en inglés) diseñado a finales de los años 1950 y en los años 1960 por una asociación entre Atomic Energy of Canada Limited (AECL) y la Hydro-Electric Power Commission of Ontario (conocida como Ontario Power Generation), así como varios participantes de la industria privada. El acrónimo "CANDU" es una marca registrada de Atomic Energy of Canada Limited, de la expresión "CANadá Deuterio Uranio", en referencia a su moderador de neutrones de óxido de deuterio (agua pesada) y su utilización de uranio natural como combustible. Todos los reactores de energía actuales del Canadá son del tipo CANDU, y Canadá comercializa este producto en el extranjero.

## Características del diseño

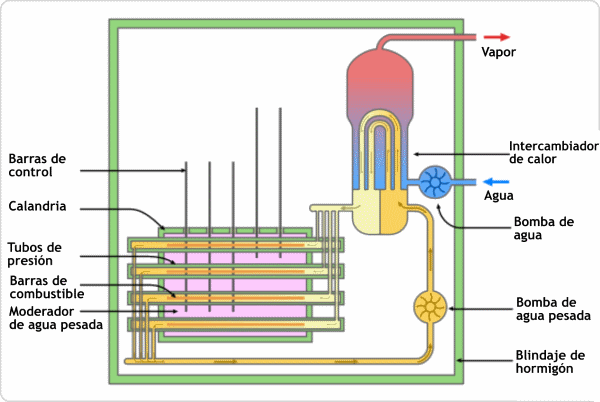
Esquema de un reactor CANDU.

Los reactores CANDU tienen algunas características únicas de diseño, que les proporcionan ventajas sobre otros diseños de reactores:
- CANDU utiliza como combustible óxido de uranio natural no enriquecido (0,7% de U-235); en consecuencia, necesita un moderador de neutrones más eficiente que la mayoría de otros reactores – en este caso el agua pesada (D2O), óxido de deuterio. Esto significa que puede funcionar sin necesidad de costosas instalaciones para el enriquecimiento de uranio. La mayoría de países menos desarrollados consideran que esto es atractivo porque no pueden permitirse instalaciones de enriquecimiento, y no pueden asegurarse el acceso al uranio enriquecido. El Tratado de no proliferación nuclear, que implementa un régimen de salvaguarda bajo los auspicios de la Agencia Internacional de la Energía Atómica, regula el acceso a materiales nucleares tales como el uranio enriquecido.

- El moderador es un gran depósito, llamado calandria, atravesado por varios cientos de tubos de presión horizontales, que constituyen los canales para el combustible, refrigerados por un flujo de agua pesada a gran presión en el circuito de refrigeración primario, alcanzando los 290 °C. La alta presión dentro del depósito evita la ebullición del agua pesada. En el reactor de agua presurizada el refrigerante primario genera en el circuito secundario una corriente que mueve las turbinas. El diseño del tubo de presión permite que el reactor se pueda repostar continuamente sin necesidad de apagarlo, puesto que los canales de combustible están controlados individualmente.

- El CANDU está diseñado de modo que no requiere grandes recipientes de presión, puesto que los utilizados habitualmente en los reactores de agua ligera son extremadamente caros, y requieren una industria pesada de la que carecen muchos países. En su momento, Canadá tampoco disponía de ella, y diseñó el reactor para no necesitarla. En su lugar, el reactor presuriza solo pequeños tubos que contienen el combustible. Estos tubos están construidos de una aleación de circonio (Zircaloy), que es relativamente transparente a los neutrones.

- Un ensamblaje de combustible CANDU lo compone un haz de 37 barras de combustible de medio metro de largo (grageas cerámicas (pellets) en tubos de zircaloy) más una estructura de soporte, con 12 haces discurriendo de punta a punta en un canal de combustible. Las barras de control penetran en la calandria verticalmente, y un sistema secundario de apagado consiste en inyectar una solución de nitrato de gadolinio en el moderador. El moderador de agua pesada que circula a través del cuerpo de la calandria, también produce algún calor residual.

- Puesto que el conjunto moderador del reactor se mantiene a temperatura y presión relativamente bajas, el equipo para controlar y actuar en el núcleo es bastante menos complejo. Solo tiene que afrontar la alta radiación y el alto flujo de neutrones. En especial, las barras de control y el equipo de emergencia son más sencillos y más fiables que en otros tipos de reactores.

- El reactor tiene el tiempo más bajo de apagado que cualquier otro tipo conocido. Esto parcialmente se debe en gran parte a que el reactor funciona a temperaturas y presión bajas. También se debe al sistema único de manejo del combustible. Los tubos de presión que contienen sus barras pueden abrirse individualmente, y cambiar las barras de combustible sin hacer que el reactor deje de funcionar.

- Otra ventaja es que el combustible utilizado es el más eficiente de los conocidos. Esto se debe al uso del agua pesada como regulador. La eficiencia también es mayor debido al mecanismo que permite repostar mientras sigue funcionando, pudiéndose situar los conjuntos de combustible en las partes más convenientes del núcleo del reactor, de acuerdo con sus cambios de reactividad. La mayoría de otros diseños de reactores necesitan insertar venenos degradables a fin de rebajar la alta reactividad que se produce a la carga inicial de nuevo combustible. Esto no es necesario en un CANDU.

- Otra ventaja del sistema de gestión de combustible es que los reactores pueden funcionar como si fueran de cultivo (breeder) de baja temperatura. CANDU funciona con mucha eficiencia debido a su buena economía de neutrones. Pueden generar combustible a partir de torio natural, cuando no se dispone de uranio. CANDU incluso es capaz de funcionar para “quemar” material previamente utilizado en armas nucleares (ciclo del combustible MOX), haciéndolo menos reactivo, inútil para armas. Al mismo tiempo, convierte el material de graduación para armamento, de manejo relativamente fácil, en un residuo altamente radiactivo. Pruebas del ciclo del combustible también han incluido el ciclo de combustible "DUPIC", acrónimo de "direct use of spent PWR fuel in CANDU" (uso directo de combustible gastado de PWR en CANDU), en el que el combustible gastado de un reactor PWR es empaquetado en un haz de combustible CANDU con solo un reprocesado físico (corte en trozos), pero sin reprocesado químico. En los casos en que los diseños de BWR requieren la reactividad asociada con combustible enriquecido el ciclo de combustible DUPIC es posible en un CANDU debido a la economía de neutrones que permite la baja reactividad del uranio natural y del combustible enriquecido gastado.

- Después de que el diseño del CANDU clásico fue homologado, se desarrolló un reactor experimental que utiliza petróleo como refrigerante primario. El petróleo atravesaba un intercambiador de calor para calentar el vapor. Este reactor funcionó con éxito durante muchos años, y podía ser menos caro, más fiable e incluso más seguro que el reactor CANDU clásico debido a que el petróleo circulaba a presiones mucho más bajas que el vapor, y era menos corrosivo. Este fue el ahora cerrado Reactor 1 de Whiteshell o WR-1. Gentilly-1 también fue una versión experimental de CANDU utilizando agua en ebullición pero no obtuvo el éxito esperado.

- Los CANDU tiene un pequeño coeficiente de reactividad por vacío positivo que está gestionado por sistemas de control rápidos. Esta característica complicó su licenciamiento en EE. UU., por lo cual Canadá no consigue aún vender una máquina CANDU a sus vecinos.

- Para más información sobre detalles técnicos, ver Web de CANTEACH

## Cronología
El primer reactor tipo CANDU fue el Nuclear Power Demonstrator (NPD), en Rolphton, Ontario, como un diseño de prueba del concepto, y fue diseñado para producir una potencia de solo 22 MWe, un valor de potencia muy pequeño para un reactor de producción comercial. Este reactor generó la primera electricidad generada por medios nucleares en Canadá, y funcionó con éxito desde 1962 hasta 1987., 
El segundo CANDU fue el reactor Douglas Point, una versión con más potencia tasada a cerca de 200 MWe y ubicado cerca de Kincardine, Ontario. Con alguna controversia, el proyecto Douglas Point se inició en 1959, incluso antes que el NPD, el prototipo CANDU, estuviera en desarrollo. Douglas Point entró en servicio en 1968 y funcionó hasta 1984. De modo único entre las plantas CANDU, Douglas Point incorporaba una ventana blindada a las radiaciones (rellena con aceite) que permitía observar el extremo este del reactor, incluso mientras el reactor estaba funcionando. El tipo Douglas Point se exportó a la India y Pakistán, y es la base de los productos nacionales de la India 'derivados de CANDU'. Douglas Point se planificó inicialmente para ser una planta de dos unidades, pero la segunda fue cancelada debido al éxito de las unidades mayores de 515 MWe de la Pickering Nuclear Generating Station. , 
Los éxitos con el NPD llevaron a la decisión de construir la primera planta de multi-unidades en Pickering, Ontario. Pickering A está formada por las unidades 1 a 4, que entraron en servicio en 1971. Pickering B está formada por las unidades 5 a 8, que entraron en funcionamiento en 1983, proporcionando una capacidad para toda la planta de 4120 MWe. La planta está situada muy próxima a la ciudad de Toronto, a fin de reducir costes de transporte. La ubicación de la planta ha sido una preocupación para los activistas, que temen que supone un riesgo para Toronto si ocurriera un accidente y un escape radiactivo.
Pickering A inició un descanso voluntario en 1997, como parte del plan de mejora hidronuclear de Ontario. Desde entonces las unidades 1 y 4 han vuelto a funcionar, aunque no sin considerable controversia referente a significativos excesos sobre los presupuestos, especialmente de la unidad 4. (La reactivación de la unidad 1 se realizó básicamente en el plazo y con el presupuesto previstos, si se tiene en cuenta los retrasos en el proyecto de arranque impuestos por el gobierno provincial de Ontario).
En 2005 la Ontario Power Generation anunció que, contrariamente a lo previsto, no se realizaría la reactivación de las unidades 2 y 3 de Pickering A. La razón para este cambio de planes fue económica: la condición del material de estas unidades era mucho peor que las que habían existido en las unidades 1 y 4, en especial el estado de los generadores de vapor, por lo que los costes de la reactivación hubieran sido mucho más altos, y esto determinaba que la vuelta a funcionar de las unidades 2 y 3 era antieconómico. Un proyecto para el desmantelamiento de estas unidades está actualmente (2006) en las primeras fases de planificación.

## Reactores CANDU en actividad
Actualmente (2005) en el mundo hay 29 reactores CANDU en funcionamiento, además de 11 "Derivados de CANDU" en la India (estos reactores se desarrollaron a partir del diseño CANDU después de que la India hizo explotar una bomba nuclear y Canadá interrumpió sus negocios nucleares con ella).
Los países en que están ubicados los reactores son:
- Canadá - 16 (+2 en construcción +6 en desmantelamiento)
- Corea del Sur - 4
- China - 2
- India - 2
- Argentina - 1 (Central Nuclear Embalse)
- Rumania - 2 (Cernavoda-2 react. en operación y 2 en construcción)
- Pakistán - 1

## Problemas económicos y políticos
Una desventaja económica del diseño del reactor CANDU es el coste inicial, por una sola vez, del agua pesada, a pesar de que esta penalización del alto coste de capital es normalmente compensada por el bajo coste de repostado de combustible comparado con otros modelos, ya que no requiere uranio enriquecido. Los reactores CANDU requieren la graduación más pura de agua pesada (superior al 99,75 % de pureza). Se requieren toneladas de este costoso material para llenar la calandria del CANDU y el sistema de transporte de calor. La alta pureza del agua pesada es cara porque el agua pesada casi no se puede distinguir, químicamente, del agua normal, y se presenta en concentraciones extremadamente bajas en el agua natural (alrededor de una parte por cada 7000). El reactor de nueva generación, el reactor CANDU avanzado, también llamado "ACR" mitiga este inconveniente al tener un regulador de tamaño más pequeño y al no utilizar agua pesada en el sistema de transporte de calor (utiliza agua ligera como refrigerante).
Un tema político con el reactor CANDU es la aseveración de que su capacidad de repostar sin apagar también hace más fácil producir plutonio "de graduación para armas"; es decir, plutonio con una alta concentración de Pu-239 y bajas concentraciones de otros isótopos Pu. Todos los tipos de reactores comerciales producen plutonio como un subproducto natural de la fisión de uranio (una porción de este plutonio a continuación sufre él mismo la fisión y contribuye significativamente al total de potencia de salida del reactor). El plutonio restante al descargar el combustible del reactor es normalmente de "graduación de reactor" (más bajo en abundancia relativa en Pu-239) lo que lo hace menos atractivo como material para fines bélicos. La aseveración, por tanto, es que el repostado sobre la marcha posible en los reactores CANDU, permite que el combustible se descargue después de períodos de irradiación breves, en los que el combustible gastado contendría niveles elevados de PU-239 comparado con el combustible gastado en los PWR/BWR, o en el del normal en el CANDU. No obstante, la capacidad para producir plutonio con tiempos de irradiación cortos no es única del tipo CANDU. Como con todos los reactores de energía, un mal uso de estas instalaciones no sería tan solo antieconómico en términos de producción de energía, sino fácilmente detectable con las salvaguardas internacionales establecidas. Es de mayor importancia, por tanto el requisito que todos los tipos de reactores estén salvaguardados a un nivel comparable y aceptable, como lo estime la comunidad internacional.
En particular, Canadá firmó el Tratado de no proliferación nuclear, que exige a los estados su aceptación de no producir armas nucleares a fin de comprar modelos CANDU (los cuales están en uso o están siendo construidos en China, Corea del Sur, Argentina, India, Pakistán y Rumania). Todos los reactores CANDU están sujetos a las salvaguardas de la IAEA que asegura que cumplen con los niveles de no proliferación global de la agencia de las Naciones Unidas. La aceptación de las salvaguardas de ámbito total de la IAEA en una instalación CANDU hace muy difícil la descarga clandestina de combustible de bajo quemado adecuado para la producción bélica. No existen casos conocidos de combustible gastado de CANDU que haya sido desviado para un programa de armas.
Existe un error frecuente de que el plutonio para la Operación Buda sonriente de las pruebas nucleares de la India fue producido con un modelo CANDU; de hecho, el plutonio fue producido por el reactor no salvaguardado CIRUS que está basado en el diseño NRX, un modelo de reactor canadiense distinto. La India tiene algunos reactores no salvaguardados basados en el modelo de reactor de agua pesada presurizada, utilizado para generar energía y del que algún combustible gastado de la planta de energía atómica de Madras (MAPS) fue reprocesado a plutonio en los últimos años 80. Aunque estos reactores podrían utilizarse, en principio, para la producción de plutonio, la India ha desarrollado autónomamente y construido el “reactor tipo pool” (Dhruva) que es una versión ampliada del tipo CIRUS diseñado para la producción de plutonio. Es este reactor el que se cree produjo el plutonio para las recientes pruebas nucleares de la India Operación Shakti.

## Medidas que apuntan preocupaciones
Las eficientes instalaciones CANDU son muy cuidadosas en el control de pérdidas de agua pesada de la calandria, y también separan el tritio del regulador para su venta en el mercado médico secundario. Algunas grandes instalaciones CANDU utilizan el sobrante de energía para hacer funcionar sus pequeñas plantas de separación de deuterio, para actualizar las existencias de agua pesada y reducir costes.
La gran masa térmica de la fría calandria actúa como un mecanismo sustancial de seguridad. Si un conjunto de combustible se recalentara y fundiera, sería enfriada por un proceso de cambio de la geometría del reactor. Además, debido a la utilización de uranio natural como combustible, el reactor no podría mantener una reacción en cadena si se produjera una alteración en algún modo significativa, de la geometría del canal original.
Tal como se ha citado arriba, al quemarlo como combustible, CANDU puede ciertamente convertir las existencias para armas, en plutonio no apto con posterioridad para su uso bélico. Atomic Energy of Canadá presentó una propuesta para actuar así al Departamento de Energía de Estados Unidos, el cual está actualmente (2005) siendo debatido por las agencias del gobierno y organizaciones no gubernamentales.